# Chondracanthus gracilis
Chondracanthus gracilis is een eenoogkreeftjessoort uit de familie van de Chondracanthidae. De wetenschappelijke naam van de soort is voor het eerst geldig gepubliceerd in 1920 door Fraser.